# Esten Biörklund
Esten Zakarias Biörklund, född den 26 september 1885 i Stockholm, död den 27 januari 1962 i Ystad, var en svensk läkare. Han var son till Henning Biörklund.
Biörklund avlade medicine licentiatexamen vid Karolinska institutet 1914 och innehade olika läkarförordnanden fram till 1921. Han var tillförordnad lasarettsläkare 1922–1924, ordinarie lasarettsläkare i Ystad 1924–1950, läkare vid Epidemisjukhuset i Ystad från 1946 och vid Malmöhus läns landstings kronikerhem där från 1951. Biörklund var landstingsman 1933–1950. Han publicerade artiklar och uppsatser i Acta gynecologica Scandinavica med flera tidskrifter. Biörklund blev riddare av Nordstjärneorden 1940.